# César de Choiseul du Plessis-Praslin (1628-1648)
Pour les autres membres de la famille, voir Maison de Choiseul.
César de Choiseul du Plessis-Praslin (né en 1628 mort le 30 juin 1648) est un membre de la maison de Choiseul qui fut abbé commendataire de l'abbaye Saint-Sauveur de Redon de 1643 à sa mort.

## Biographie
César de Choiseul dit le « comte de Choiseul » est le deuxième fils de César de Choiseul du Plessis-Praslin et de son épouse Colombe Le Charron. Chevalier de Malte il est pourvu en commende de l'Abbaye Saint-Sauveur de Redon mais il est tué à l'âge de 20 ans lors de la bataille de Trancheron dite  bataille de Crémone gagnée par son père le 30 juin 1648. Son bénéfice ecclésiastique revient à son frère cadet Alexandre de Choiseul du Plessis-Praslin.